# 贾罗德·肯尼
贾罗德·肯尼（英語：Jarrod Kenny，1985年9月17日—），新西兰男子篮球运动员，场上位置是控球后卫。他曾代表新西兰国家队参加2018年英联邦运动会篮球比赛，获得一枚铜牌。